# Bangkok Yai
Bangkok Yai (thaï: บางกอกใหญ่, API : [bāːŋ.kɔ̀ːk jàj]) est l’un des 50 khets de Bangkok, Thaïlande.

## Points d'intérêt

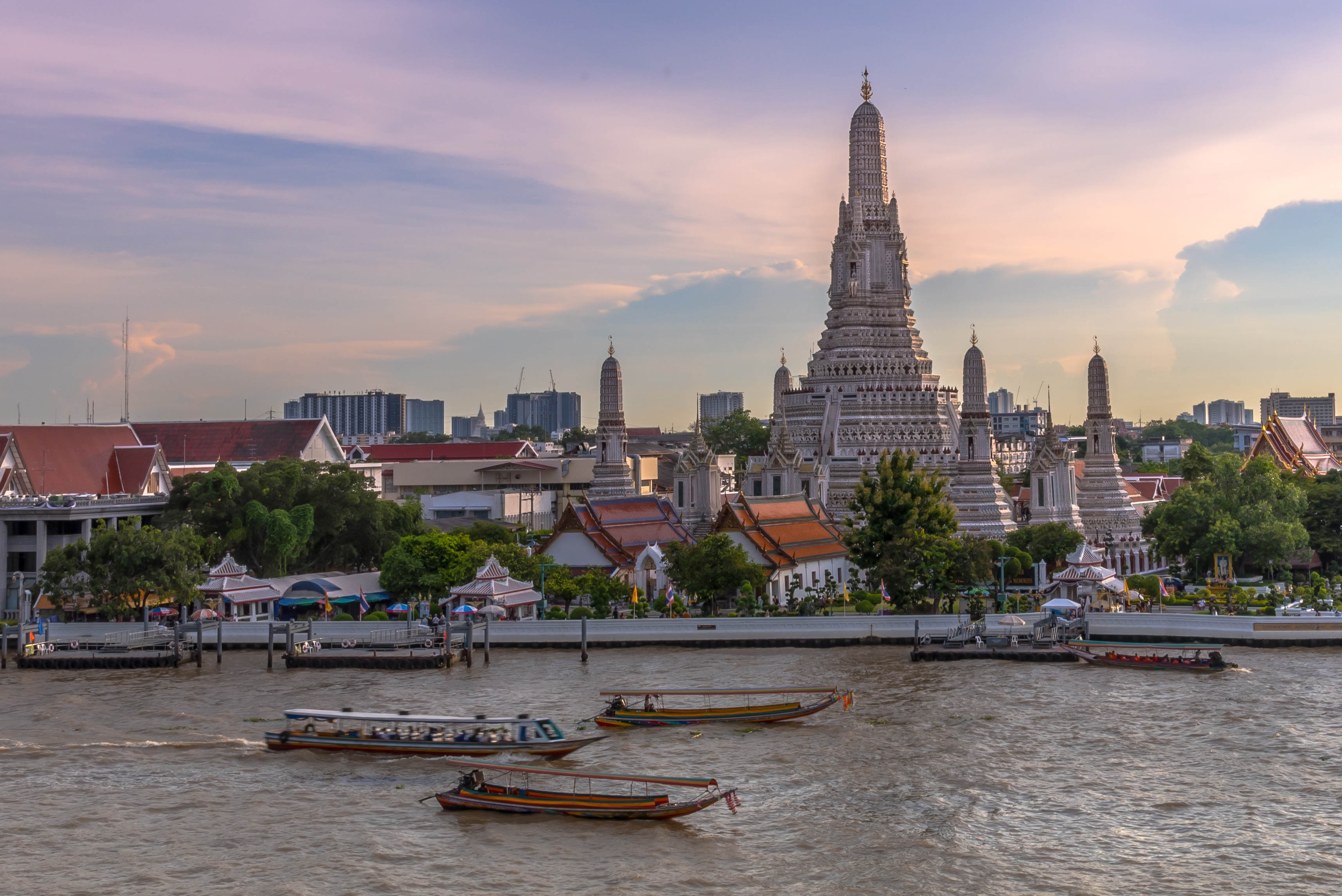
Wat Arun, le jour

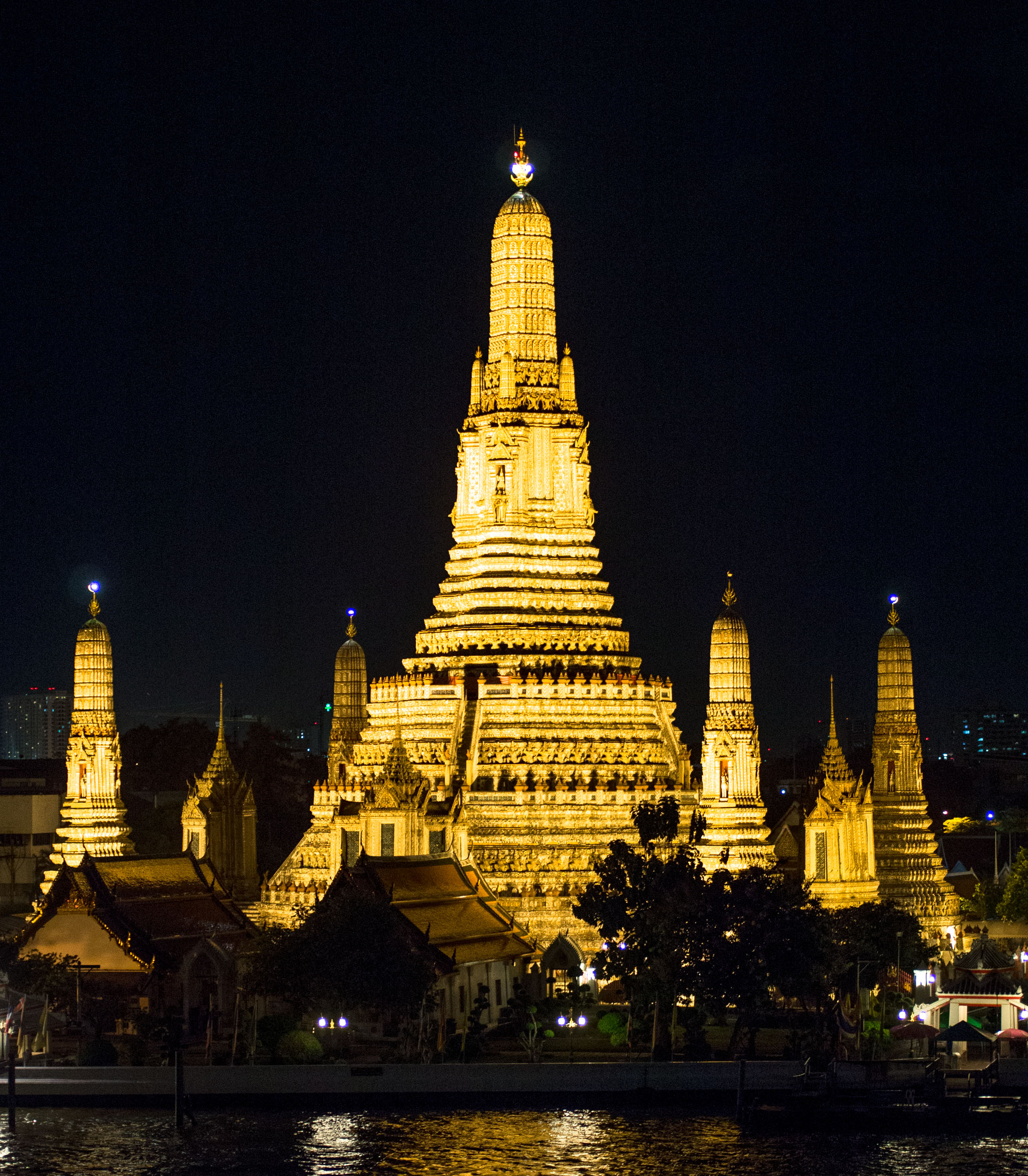
Wat Arun, la nuit

- Wat Arun, le temple de l'aube